# Radíkov
Radíkov (en allemand : Radelsdorf) est une commune du district de Přerov, dans la région d'Olomouc, en République tchèque. Sa population s'élevait à 163 habitants en 2020.

## Géographie
Radíkov se trouve à 7 km au nord-ouest de Hranice, à 22,5 km au nord-est de Přerov, à 30,5 km à l'est-sud-est d'Olomouc et à 239 km à l'est-sud-est de Prague.
La commune est limitée par Potštát au nord, par Olšovec au nord et à l'est, par Hrabůvka au sud, et par Hranice à l'ouest.

## Histoire
La première mention écrite de la localité date de 1353.

## Transports
Par la route, Radíkov se trouve à 5 km de Hranice, à 15 km de Přerov, à 32 km de Zlín, à 40 km d'Olomouc et à 300 km de Prague.